# Catumbi
Catumbi es un barrio de la Zona Central de Río de Janeiro, en Brasil. Limita con los barrios de Estácio, Ciudad Nueva, Centro, Santa Teresa y Rio Comprido.

## Topónimo
Catumbi deriva del término tupi ka'á-t-übi, que quiere decir "la hoja azul". Significa tanto el nombre de una baile como el nombre de un juego de azar.

## Historia
Es uno de los barrios más antiguos de la ciudad. En sus inicios, era un valle húmedo y sombreado por donde corría un río que nacía en el morro de Santa Teresa, cuyas aguas se usaban para regar los campos de caña de azúcar. Hoy este está canalizado y pasa bajo Cementerio del Catumbi.
Las plantaciones dieron lugar a sobrados (casonas de más de un piso) en la época colonial. A fines del siglo XIX, la región era un arrabal de clase media alta, como referido en las obras del escritor Hacha de Assis
A partir del siglo XIX, gitanos comenzaron a instalarse en el barrio, transformándolo en un reducto de dicha comunidad hasta los días actuales.
A partir del siglo XX, con la expansión de la red urbana en otras direcciones, el barrio entró en decadencia. En la década de 1960, la construcción del túnel Santa Bárbara contribuyó para ese proceso, transformando el barrio en un corredor urbano.

## Localidades
El barrio abriga el Cementerio de San Francisco de Paula, donde se encuentran sepultados, entre otros, los músicos Francisco Manuel de Silva, Chiquinha Gonzaga y Catulo de la Pasión Cearense, además de grandes titulares del Imperio, como el Visconde de Itamaraty, Marquês de Olinda y el Visconde de Mauá.